# Zavar
Zavar (Hongaars: Zavar) is een Slowaakse gemeente in de regio Trnava, en maakt deel uit van het district Trnava.
Zavar telt 2.361 inwoners.